# La promessa (film 1995)
La promessa (Das Versprechen) è un film del 1995 diretto da Margarethe von Trotta. Racconta la storia di Konrad e Sophie e della loro storia d'amore separata dal Muro di Berlino. Il film inaugurò il festival di Berlino del 1995 e nello stesso anno fu candidato dalla Germania per il Premio Oscar.

## Trama
A Berlino est, nel 1961, Konrad e Sophie, due giovani studenti innamorati, cercano di attraversare le fogne verso Ovest, poco dopo la costruzione del Muro. Vengono separati durante la fuga, perché solo Sophie riesce a passare in Occidente. Konrad si arruola nell'esercito e poi segue gli studi scientifici. 
I due amanti si incontrarono a Praga nel 1968, durante la Primavera di Praga. Decidono di vivere insieme nella capitale della Cecoslovacchia, ma vengono nuovamente separati dall'invasione sovietica. Sophie aspetta un bambino da Konrad, che per la seconda volta non riesce a raggiungerla via Stoccolma. Entrambi si sposano dalla loro parte, rinunciando alla speranza di vivere insieme. 
Il loro bambino, crescendo, a partire dal 1980 permette loro di incontrarsi di tanto in tanto, ma il rapporto si interrompe a causa del divieto di passare il Muro, imposto a Konrad quando si ribella all'onnipresenza della Stasi. 
Ventisette anni dopo la loro separazione, Konrad e Sophie si ritrovano in mezzo a berlinesi esultanti, il 9 novembre 1989.